# Danh sách đội vô địch bóng đá Nhật Bản
Nhà vô địch bóng đá Nhật Bản là đội vô địch giải đấu cao nhất Nhật Bản, Japan Soccer League từ 1965 đến 1992 và từ đó đến nay là J. League.
Sanfrecce Hiroshima và Tokyo Verdy là hai đội duy nhất dành chức vô địch 4 lần liên tiếp (1965–1968 là Toyo Kogyo và 1991–1994 là Yomiuri S.C./Verdy Kawasaki). Lưu ý rằng từ 1985 đến 1992 bóng đá Nhật Bản sử dụng mùa bóng "thu-hè" (như phần lớn các giải châu Âu) nhưng sau khi J. League thành lập họ trở lại lịch "xuân-thu" (như ở Nam Mỹ, Đông Á và các giải Bắc Âu).
Đội in đậm giành cú double danh hiệu gồm giải VĐQG và Cúp Hoàng đế trong một mùa giải.

## Japan Soccer League (1965–1971)
Số trong ngoặc đơn chỉ số lần vô địch tính đến thời điểm đó. Quốc tịch tay săn bàn hàng đầu là tại thời điểm giải thưởng và không nhất thiết là phải chơi cho ĐTQG
| Năm  | Vô địch (số danh hiệu)      | Á quân                      | Thứ ba                      | Cầu thủ ghi nhiều bàn thắng nhất   | Bàn thắng |
| ---- | --------------------------- | --------------------------- | --------------------------- | ---------------------------------- | --------- |
| 1965 | Toyo Kogyo                  | Thép Yawata                 | Điện Furukawa               | Mutsuhiko Nomura (Hitachi)         | 15        |
| 1966 | Toyo Kogyo (2)              | Thép Yawata                 | Điện Furukawa               | Aritatsu Ogi (Toyo Kogyo)          | 14        |
| 1967 | Toyo Kogyo (3)              | Điện Furukawa               | Công nghiệp nặng Mitsubishi | Takeo Kimura (Điện Furukawa)       | 15        |
| 1968 | Toyo Kogyo (4)              | Yanmar Diesel               | Công nghiệp nặng Mitsubishi | Kunishige Kamamoto (Yanmar Diesel) | 14        |
| 1969 | Công nghiệp nặng Mitsubishi | Toyo Kogyo                  | Thép Yawata                 | Hiroshi Ochiai (Mitsubishi Motors) | 12        |
| 1970 | Toyo Kogyo (5)              | Công nghiệp nặng Mitsubishi | Hitachi SC                  | Kunishige Kamamoto (Yanmar Diesel) | 16        |
| 1971 | Yanmar Diesel               | Công nghiệp nặng Mitsubishi | Thép Nippon                 | Kunishige Kamamoto (Yanmar Diesel) | 11        |

## Japan Soccer League Hạng 1 (1972–1992)
| Năm     | Vô địch (số danh hiệu)          | Á quân                      | Thứ ba                      | Cầu thủ ghi nhiều bàn thắng nhất                                                 | Bàn thắng |
| ------- | ------------------------------- | --------------------------- | --------------------------- | -------------------------------------------------------------------------------- | --------- |
| 1972    | Hitachi SC                      | Yanmar Diesel               | Toyo Kogyo                  | Akira Matsunaga (Hitachi)                                                        | 12        |
| 1973    | Công nghiệp nặng Mitsubishi (2) | Hitachi SC                  | Yanmar Diesel               | Akira Matsunaga (Hitachi)                                                        | 11        |
| 1974    | Yanmar Diesel (2)               | Công nghiệp nặng Mitsubishi | Hitachi SC                  | Kunishige Kamamoto (Yanmar Diesel)                                               | 21        |
| 1975    | Yanmar Diesel (3)               | Công nghiệp nặng Mitsubishi | Hitachi SC                  | Kunishige Kamamoto (Yanmar Diesel)                                               | 17        |
| 1976    | Điện Furukawa                   | Công nghiệp nặng Mitsubishi | Fujita Kogyo                | Kunishige Kamamoto (Yanmar Diesel)                                               | 15        |
| 1977    | Fujita Kogyo                    | Công nghiệp nặng Mitsubishi | Hitachi SC                  | Carvalho (Fujita Kogyo)                                                          | 23        |
| 1978    | Công nghiệp nặng Mitsubishi (3) | Yanmar Diesel               | Fujita Kogyo                | Kunishige Kamamoto (Yanmar Diesel) Carvalho (Fujita Kogyo)                       | 15        |
| 1979    | Fujita Kogyo (2)                | Yomiuri SC                  | Hitachi SC                  | Ruy Ramos (Yomiuri)                                                              | 14        |
| 1980    | Yanmar Diesel (4)               | Fujita Kogyo                | Điện Furukawa               | Hiroyuki Usui (Hitachi)                                                          | 14        |
| 1981    | Fujita Kogyo (3)                | Yomiuri SC                  | Công nghiệp nặng Mitsubishi | Hiroshi Yoshida (Điện Furukawa)                                                  | 14        |
| 1982    | Công nghiệp nặng Mitsubishi (4) | Yanmar Diesel               | Điện Furukawa               | Hiroyuki Usui (Hitachi)                                                          | 13        |
| 1983    | Yomiuri SC                      | Nissan Motors               | Fujita Kogyo                | Ruy Ramos (Yomiuri)                                                              | 10        |
| 1984    | Yomiuri SC (2)                  | Nissan Motors               | Yamaha Motors               | Tetsuya Totsuka (Yomiuri)                                                        | 14        |
| 1985–86 | Điện Furukawa (2)               | NKK SC                      | Honda Motors                | Hiroshi Yoshida (Điện Furukawa)                                                  | 16        |
| 1986–87 | Yomiuri SC (3)                  | NKK SC                      | Công nghiệp nặng Mitsubishi | Toshio Matsuura (NKK)                                                            | 17        |
| 1987–88 | Yamaha Motors                   | NKK SC                      | Công nghiệp nặng Mitsubishi | Toshio Matsuura (NKK)                                                            | 11        |
| 1988–89 | Nissan Motors                   | ANA SC                      | Yamaha Motors               | Adílson (Yamaha Motors)                                                          | 11        |
| 1989–90 | Nissan Motors (2)               | Yomiuri SC                  | ANA SC                      | Renato (Nissan Motors)                                                           | 17        |
| 1990–91 | Yomiuri SC (4)                  | Nissan Motors               | Honda Motors                | Tetsuya Totsuka (Yomiuri) Tsuyoshi Kitazawa (Honda Motor) Renato (Nissan Motors) | 10        |
| 1991–92 | Yomiuri SC (5)                  | Nissan Motors               | Yamaha Motors               | Toninho (Yomiuri)                                                                | 18        |

## J. League (1993–1998)
Năm 1992, J. League chuyên nghiệp được thành lập. Tất cả các đội được chọn đều phải từ bỏ tên công ty và có tên riêng của họ. Từ năm 1993 đến năm 2005 (ngoại trừ mùa giải 1996) giải đấu thi đấu theo thể thức Apertura và Clausura, do đó "á quân" của những mùa thực ra là đội đã giành dẫn đầu một trong hai giai đoạn mùa giải mà thua đội vô địch trong trận playoff. "Vị trí thứ ba" là những đội đạt điểm cao nhất trong những đội không được tham gia vào trận playoff trong bảng xếp hạng tổng. Nếu trận playoff không diễn ra có nghĩa là đội vô địch đã giành vị trí dẫn đầu trong cả hai giai đoạn của mùa giải, vị trí thứ ba là đội có số điểm cao thứ hai trong những câu lạc không là nhà vô địch.
| Năm  | Vô địch (số danh hiệu) | Á quân | Thứ ba | Cầu thủ ghi nhiều bàn thắng nhất | Bàn thắng |
| ---- | --- | --- | --- | --- | --- |
| 1992 | Giai đoạn chuyển giao; các câu lạc bộ ở hạng cao nhất chỉ thi đấu tại J. League Cup, chỉ Japan Football League thi đấu mùa đầu tiên | Giai đoạn chuyển giao; các câu lạc bộ ở hạng cao nhất chỉ thi đấu tại J. League Cup, chỉ Japan Football League thi đấu mùa đầu tiên | Giai đoạn chuyển giao; các câu lạc bộ ở hạng cao nhất chỉ thi đấu tại J. League Cup, chỉ Japan Football League thi đấu mùa đầu tiên | Giai đoạn chuyển giao; các câu lạc bộ ở hạng cao nhất chỉ thi đấu tại J. League Cup, chỉ Japan Football League thi đấu mùa đầu tiên | Giai đoạn chuyển giao; các câu lạc bộ ở hạng cao nhất chỉ thi đấu tại J. League Cup, chỉ Japan Football League thi đấu mùa đầu tiên |
| 1993 | Verdy Kawasaki (6) | Kashima Antlers | Shimizu S-Pulse | Ramón Díaz (Yokohama Marinos) | 28 |
| 1994 | Verdy Kawasaki (7) | Sanfrecce Hiroshima | Kashima Antlers | Frank Ordenewitz (JEF United Ichihara)                                                                                              | 30 |
| 1995 | Yokohama Marinos (3) | Verdy Kawasaki | Nagoya Grampus Eight | Masahiro Fukuda (Urawa Red Diamonds)                                                                                                | 32 |
| 1996 | Kashima Antlers | Nagoya Grampus Eight | Yokohama Flügels | Kazuyoshi Miura (Verdy Kawasaki) | 23 |
| 1997 | Júbilo Iwata (2) | Kashima Antlers | Yokohama Marinos | Patrick Mboma (Gamba Osaka) | 25 |
| 1998 | Kashima Antlers (2) | Júbilo Iwata | Shimizu S-Pulse | Masashi Nakayama (Júbilo Iwata) | 36 |

## J. League Hạng 1 (1999–2014)
Hạng đấu cao nhất đổi tên thành J. League Hạng 1 năm 1999.
| Năm  | Vô địch (số danh hiệu)  | Á quân              | Thứ ba              | Cầu thủ ghi nhiều bàn thắng nhất                             | Bàn thắng |
| ---- | ----------------------- | ------------------- | ------------------- | ------------------------------------------------------------ | --------- |
| 1999 | Júbilo Iwata (3)        | Shimizu S-Pulse     | Kashiwa Reysol      | Hwang Sun-Hong (Cerezo Osaka)                                | 24        |
| 2000 | Kashima Antlers (3)     | Yokohama F. Marinos | Kashiwa Reysol      | Masashi Nakayama (Júbilo Iwata)                              | 20        |
| 2001 | Kashima Antlers (4)     | Júbilo Iwata        | JEF United Ichihara | Will (Consadole Sapporo)                                     | 20        |
| 2002 | Júbilo Iwata (4)        | Yokohama F. Marinos | Gamba Osaka         | Naohiro Takahara (Júbilo Iwata)                              | 26        |
| 2003 | Yokohama F. Marinos (4) | Júbilo Iwata        | JEF United Chiba    | Ueslei (Nagoya Grampus Eight)                                | 22        |
| 2004 | Yokohama F. Marinos (5) | Urawa Red Diamonds  | Gamba Osaka         | Emerson (Urawa Red Diamonds)                                 | 27        |
| 2005 | Gamba Osaka             | Urawa Red Diamonds  | Kashima Antlers     | Araújo (Gamba Osaka)                                         | 33        |
| 2006 | Urawa Red Diamonds (5)  | Kawasaki Frontale   | Gamba Osaka         | Washington (Urawa Red Diamonds) Magno Alves (Gamba Osaka)    | 26        |
| 2007 | Kashima Antlers (5)     | Urawa Red Diamonds  | Gamba Osaka         | Juninho (Kawasaki Frontale)                                  | 22        |
| 2008 | Kashima Antlers (6)     | Kawasaki Frontale   | Nagoya Grampus      | Marquinhos (Kashima Antlers)                                 | 21        |
| 2009 | Kashima Antlers (7)     | Kawasaki Frontale   | Gamba Osaka         | Ryoichi Maeda (Júbilo Iwata)                                 | 20        |
| 2010 | Nagoya Grampus          | Gamba Osaka         | Cerezo Osaka        | Joshua Kennedy (Nagoya Grampus) Ryoichi Maeda (Júbilo Iwata) | 17        |
| 2011 | Kashiwa Reysol (2)      | Nagoya Grampus      | Gamba Osaka         | Joshua Kennedy (Nagoya Grampus)                              | 19        |
| 2012 | Sanfrecce Hiroshima (6) | Vegalta Sendai      | Urawa Red Diamonds  | Hisato Satō (Sanfrecce Hiroshima)                            | 22        |
| 2013 | Sanfrecce Hiroshima (7) | Yokohama F. Marinos | Kawasaki Frontale   | Yoshito Ōkubo (Kawasaki Frontale)                            | 26        |
| 2014 | Gamba Osaka (2)         | Urawa Red Diamonds  | Kashima Antlers     | Yoshito Ōkubo (Kawasaki Frontale)                            | 18        |

## J1 League (2015–)
| Năm  | Vô địch (số danh hiệu)  | Á quân              | Thứ ba             | Cầu thủ ghi nhiều bàn thắng nhất  | Bàn thắng |
| ---- | ----------------------- | ------------------- | ------------------ | --------------------------------- | --------- |
| 2015 | Sanfrecce Hiroshima (8) | Gamba Osaka         | Urawa Red Diamonds | Yoshito Ōkubo (Kawasaki Frontale) | 23        |
| 2016 | Kashima Antlers (8)     | Urawa Red Diamonds  | Kawasaki Frontale  |                                   |           |
| 2017 | Kawasaki Frontale       | Kashima Antlers     | Cerezo Osaka       |                                   |           |
| 2018 | Kawasaki Frontale (2)   | Sanfrecce Hiroshima | Kashima Antlers    |                                   |           |

## Tổng số lần vô địch
Mười hai câu lạc bộ từng vô địch Nhật Bản, tuy thế chỉ có 9 trong số ấy giành chức vô địch kể từ khi thành lập J. League. Trong 9 đội, Kashima Antlers, Gamba Osaka, và Nagoya Grampus chưa từng vô địch Japan Soccer League.
Tất cả các câu lạc bộ vô địch Nhật Bản vẫn còn tồn tại và đang thi đấu tại J. League; Tuy nhiên, một số có thể đã chuyển từ địa điểm so với khi mà họ giành JSL, hoặc có thể đã không còn mối liên hệ với công ty mẹ ban đầu của họ.
Năm in nghiêng chỉ mùa Japan Soccer League. Câu lạc bộ in đậm đang thi đấu tại Hạng 1 mùa 2015; câu lạc bộ in nghiêng không còn tồn tại.
| Câu lạc bộ          | Vô địch | Á quân | Mùa vô địch                                       | Mùa á quân                                                      |
| ------------------- | ------- | ------ | ------------------------------------------------- | --------------------------------------------------------------- |
| Tokyo Verdy         | 7       | 4      | 1983, 1984, 1986–87, 1990–91, 1991–92, 1993, 1994 | 1979, 1981, 1989–90, 1995                                       |
| Kashima Antlers     | 8       | 8      | 1996, 1998, 2000, 2001, 2007, 2008, 2009,2016     | 1993, 1997,2017                                                 |
| Sanfrecce Hiroshima | 8       | 3      | 1965, 1966, 1967, 1968, 1970, 2012, 2013,2015     | 1969, 1994,2018                                                 |
| Urawa Red Diamonds  | 5       | 11     | 1969, 1973, 1978, 1982, 2006                      | 1970, 1971, 1974, 1975, 1976, 1977, 2004, 2005, 2007, 2014,2016 |
| Yokohama F. Marinos | 5       | 7      | 1988–89, 1989–90, 1995, 2003, 2004                | 1983, 1984, 1990–91, 1991–92, 2000, 2002, 2013                  |
| Cerezo Osaka        | 4       | 4      | 1971, 1974, 1975, 1980                            | 1968, 1972, 1978, 1982                                          |
| Júbilo Iwata        | 4       | 3      | 1987–88, 1997, 1999, 2002                         | 1998, 2001, 2003                                                |
| Shonan Bellmare     | 3       | 1      | 1977, 1979, 1981                                  | 1980                                                            |
| JEF United Chiba    | 2       | 1      | 1976, 1985                                        | 1967                                                            |
| Kashiwa Reysol      | 2       | 1      | 1972, 2011                                        | 1973                                                            |
| Gamba Osaka         | 2       | 1      | 2005, 2014                                        | 2010                                                            |
| Nagoya Grampus      | 1       | 2      | 2010                                              | 1996, 2011                                                      |
| NKK SC              | 0       | 3      |                                                   | 1985, 1986–87, 1987–88                                          |
| Kawasaki Frontale   | 2       | 3      | 2017,2018                                         | 2006, 2008, 2009                                                |
| Thép Nippon Yawata  | 0       | 2      |                                                   | 1965, 1966                                                      |
| Yokohama Flügels    | 0       | 1      |                                                   | 1988–89                                                         |
| Shimizu S-Pulse     | 0       | 1      |                                                   | 1999                                                            |
| Vegalta Sendai      | 0       | 1      |                                                   | 2012                                                            |

### Số lần vô địch theo khu vực
Co một vài câu lạc bộ đã chuyển thành phố trước và thậm chí trong khoảng thời gian tại J. League. Sanfrecce Hiroshima, Jubilo Iwata, Yokohama F.   Marinos, Cerezo Osaka và Nagoya Grampus là những CLB vô địch không thay đổi thành phố.
Lưu ý rằng JFA chia Nhật Bản thành chín khu vực nhiều hơn so với truyền thống là tám, tách Chubu thành Hokushin'etsu và Tokai. Xem Giải khu vực Nhật Bản để biết thêm chi tiết.
| Vùng    | Số danh hiệu | Câu lạc bộ |
| ------- | ------------ | --- |
| Kantō   | 34           | Tokyo Verdy (7), Kashima Antlers (8), Urawa Red Diamonds (5), Yokohama F. Marinos (5), Shonan Bellmare (3), JEF United Chiba (2), Kashiwa Reysol (2),Kawasaki Frontale (2) |
| Chūgoku | 8            | Sanfrecce Hiroshima (8) |
| Kansai  | 6            | Cerezo Osaka (4), Gamba Osaka (2) |
| Tōkai   | 5            | Júbilo Iwata (4), Nagoya Grampus (1) |